# Transkaukasische Communistische Partij
De Transkaukasische Communistische Partij (TCP of CPTSSF) (Russisch: Транс Закавказская коммунистическая партия) was van 1922 tot 1936 de enige toegestane partij in de Transkaukasische Socialistische Federatieve Sovjetrepubliek (TSFSR). Zoals de drie landen Azerbeidzjan, Georgië en Armenië in 1922 samengevoegd werden tot één federatie, zo werden de drie communistische partijen van die landen in hetzelfde jaar tot één communistische partij samengevoegd. De bekendste partijleider van de TCP was Lavrenti Beria, die later chef van de geheime politie van de Sovjet-Unie, de NKVD werd.
In 1936 werd de Transkaukasische SFSR ontbonden en de drie afzonderlijke republieken hersteld. Hetzelfde gebeurde met de TCP.
Zie ook: Lijst van staatshoofden van de Transkaukasische Socialistische Federatieve Sovjetrepubliek